# Greg Sutton
Gregory Sutton, mais conhecido como Greg Sutton (Hamilton, Canadá, 19 de abril de1977), é um ex-futebolista canadense que jogava como goleiro.

## Biografia
Começou sua carreira na Universidade de St. Lawrence, dos EUA, em 1997. Foi para a equipe estadunidense Chicago Fire em 1999. Teve uma rápida passagem pelo Cincinnati Riverhawks em 2000 e, em 2001, foi para a equipe canadense Montreal Impact, onde obteve os seus títulos: campeonato da USL A-League em 2004 e um pentacampeonato da Voyagers Cup de 2002 até 2006. Em 2007, voltou a jogar pela liga estadunidense MLS, pela equipe canadense Toronto FC, onde está até hoje. No Toronto FC seu primeiro resultado de destaque foi o vice-campeonato do Campeonato Canadense de Futebol em 2008. Em 2009, recebeu passe livre do Toronto, foi para o Red Bull New York e retornou ao Montreal Impact.
Em outubro de 2012, encerrou sua carreira.

### Seleção do Canadá
Foi convocado para a Seleção do Canadá em 2004 e 2005. Jogou 11 partidas e não sofreu nenhum gol. Em 19 de janeiro de 2008, voltou a ser convocado .

## Títulos
Montreal Impact
- USL A-League: 2004
- Voyagers Cup: 2002, 2003, 2004, 2005, 2006

## Campanhas de destaque
Toronto FC
- Campeonato Canadense: 2º lugar - 2008
- Trillium Cup: 2º lugar - 2008